# Heimito von Doderer

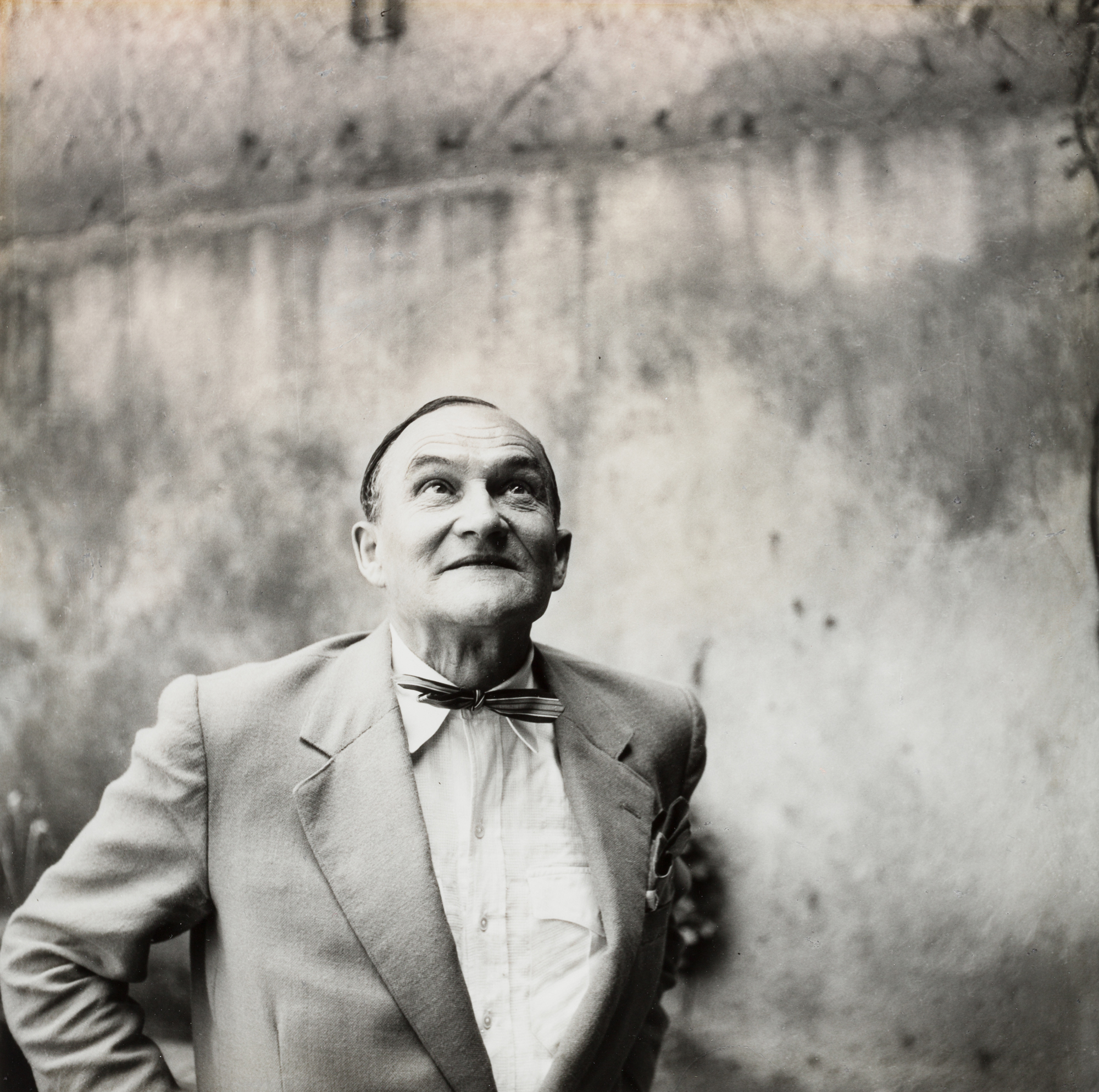
Heimito von Doderer 1959, Aufnahme von Barbara Niggl Radloff

Heimito von Doderer (* 5. September 1896 in Hadersdorf-Weidlingau, heute Teil des 14. Wiener Gemeindebezirks (Penzing); † 23. Dezember 1966 in Wien; eigentlich Franz Carl Heimito Doderer, bis 10. April 1919: Franz Carl Heimito Ritter von Doderer) war ein österreichischer Schriftsteller aus der Familie von Doderer, der vor allem als Verfasser von Romanen und Erzähltexten berühmt wurde. Weniger bekannt sind sein (schmales) lyrisches und essayistisches Werk sowie seine Tagebücher. Mit den Großstadtromanen Die Strudlhofstiege oder Melzer und die Tiefe der Jahre (erschienen 1951) und Die Dämonen (1956), seinem Opus magnum, stellte er die Galionsfigur der österreichischen Literatur der 1950er und der ersten Hälfte der 1960er Jahre dar.

## Leben

### Herkunft

Wappen derer von Doderer

Heimito von Doderers Großvater war der 1877 als „Ritter von Doderer“ geadelte deutsch-österreichische Architekt Carl Wilhelm Doderer (1825–1900).
Heimito von Doderers Vater Wilhelm Carl (1854–1932) war ebenfalls Architekt, Ingenieur und Bauunternehmer. Er und seine spätere Ehefrau Wilhelmine „Willy“ von Hügel, die aus München stammende Tochter des Bauunternehmers Heinrich von Hügel, lernten einander kennen, als Wilhelm Carl von Doderer in die Firma seines künftigen Schwiegervaters eintrat. Wilhelm Carl von Doderer wirkte führend beim Bau der Tauernbahn, der Karawankenbahn, beim Bau des Nord-Ostsee-Kanals, der Wienflussregulierung und der Wiener Stadtbahn mit. Mit einem Vermögen von rund zwölf Millionen Kronen zählte die Familie zu den reichsten der Habsburgermonarchie. Ihr Kapital wurde jedoch im Verlauf des Ersten Weltkrieges durch kontinuierliche Zeichnung österreichischer Kriegsanleihen beträchtlich vermindert.
Heimito von Doderer war das jüngste von sechs Kindern:
- Ilse (verh. Mayer) (1882–1979)
- Almuth (verh. Martinek) (1884–1978)
- Wilhelm (genannt Immo) (1886–1975)
- Helga (verh. Hauer) (1887–1927)
- Astri (verh. Stummer) (1893–1989)
- Heimito (1896–1966)

Der Vater war Katholik, die Mutter Protestantin, die beiden evangelisch getraut; die Kinder wurden evangelisch getauft (und der Vater später auch nach evangelischem Ritus beerdigt).
Über die Großmutter väterlicherseits, Maria von Greisinger (1835–1914), war Heimito von Doderer entfernt mit dem Dichter Nikolaus Lenau verwandt: Seine Urgroßmutter war Lenaus Halbschwester.

#### Name
Heimito von Doderers ungewöhnlicher Vorname rührt angeblich daher, dass seine Mutter bei einem Spanienurlaub Gefallen an dem Vornamen Jaime und insbesondere an dessen Koseform Jaimito gefunden hatte, der (unter Kombination mit dem in Österreich durchaus verbreiteten Namen Heimo) als „Heimito“ eingedeutscht wurde. Im Familien- und Freundeskreis wurde Doderer auch „Heimo“, „Heimerl“ oder „Heimchen“ genannt.
Der erbliche Adel war Doderers Großvater, Carl Wilhelm Christian Ritter von Doderer (1825–1900), 1877 verliehen worden. Adelsbezeichnungen wurden in Österreich 1919 gesetzlich aufgehoben, jedoch als Künstlernamen toleriert. Während Doderer in den früheren Veröffentlichungen noch als Heimito Doderer aufscheint (bzw. journalistische Artikel häufig mit Namenskürzel oder Pseudonym zeichnete), verwendete er ab dem Roman Ein Mord, den jeder begeht (1938) konsequent die Namensform mit dem Zusatz „von“ – zunächst möglicherweise aufgrund eines rechtlichen Irrtums, später als Teil seiner literarischen Selbstinszenierung.

### Jugend, Erster Weltkrieg und russische Gefangenschaft

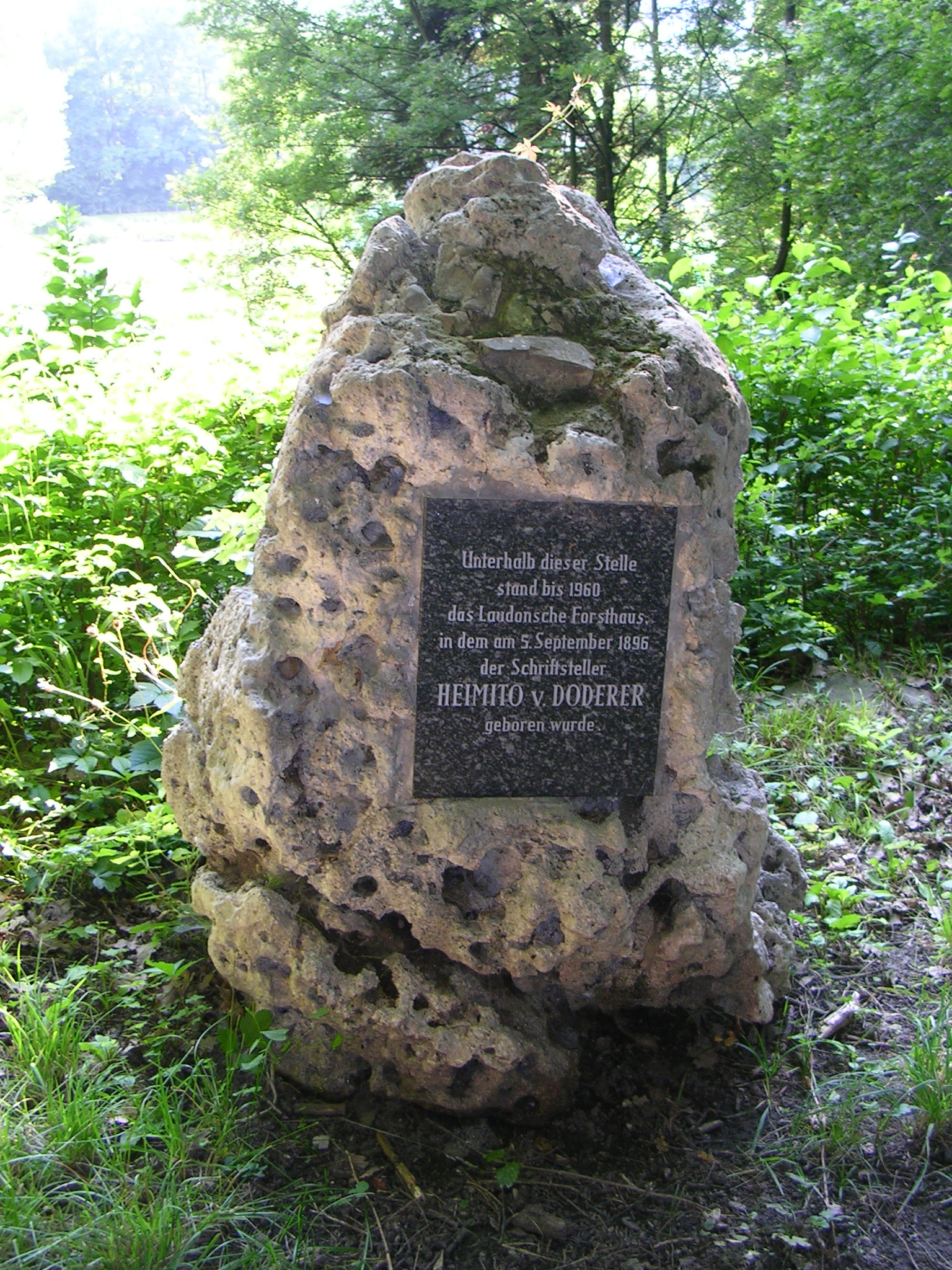
Gedenkstein am Platz des Geburtshauses von Doderer

Heimito von Doderer wurde im Laudon’schen Forsthaus in der Nähe von Hadersdorf-Weidlingau geboren, das der Familie während der Bauarbeiten an der Wienflussregulierung vorübergehend als Aufenthalt diente. (Das Haus existiert nicht mehr; an seiner Stelle befindet sich heute ein Gedenkstein.) Das von Max von Ferstel errichtete Stadthaus der Familie lag im 3. Wiener Gemeindebezirk Landstraße in der Stammgasse 12. 1903 wurde der für die Familie erbaute Sommersitz Riegelhof in Prein an der Rax bezogen, in dem der Autor später nach Möglichkeit die Sommermonate verbrachte und auch in höherem Alter noch gerne (nun bei seiner Schwester Astri) zu Gast war.
1902 wurde Doderer in die Übungsschule der k.k. Lehrerbildungsanstalt in der Sophienbrückengasse (heute Kundmanngasse) eingeschult; später besuchte er das im gleichen Gebäudekomplex befindliche humanistische Gymnasium. Doderer war ein eher mittelmäßiger Schüler.
Mit seinem Hauslehrer Albrecht Reif hatte Doderer als Jugendlicher erste homoerotische Erlebnisse. Gleichzeitig machte er Erfahrungen mit Mädchen und Frauen und verkehrte auch in Bordellen. Zeit seines Lebens hatte der Autor neben bisexuellen auch ausgeprägt sadomasochistische sowie voyeuristische Neigungen. Sie spiegelten sich wiederholt in seinem Werk wider.
Nach seiner (aufgrund ungenügender Leistungen im Griechischen nur dank eines mit Mehrheit gefällten Kommissionsbeschlusses zuerkannten) Matura 1914 immatrikulierte sich Doderer für das Wintersemester an der Universität Wien im Fach Jus. Im Ersten Weltkrieg trat er im April 1915 als Einjährig-Freiwilliger in das Dragoner-Regiment Nr. 3 (eines der renommiertesten Kavallerieregimenter der österreichisch-ungarischen Armee) ein und diente an der Ostfront in Galizien und der Bukowina. Am 12. Juli 1916 geriet er während der Brussilow-Offensive nahe Olesza in russische Kriegsgefangenschaft.
Etwa einen Monat nach seiner Gefangennahme wurde Doderer zusammen mit anderen Offizieren nach Sibirien in das Gefangenenlager Krasnaja Rjetschka nahe Chabarowsk verlegt. Dort beschloss er, Schriftsteller zu werden, und verfasste erste Prosatexte (Überliefertes ist posthum unter dem Titel Die sibirische Klarheit erschienen). Im April 1918 wurden die Gefangenen im Gefolge des Friedensvertrages von Brest-Litowsk von den Bolschewiki entlassen und begannen per Eisenbahn die Rückreise nach Österreich. Die Wirren des Russischen Bürgerkriegs führten jedoch dazu, dass die kriegsgefangenen Österreicher nur bis Samara kamen. Da die Weiterreise nach Westen unmöglich war, wurde beschlossen, zurück nach Sibirien zu fahren.
Die Rückreise endete in Nowo-Nikolajewsk (dem heutigen Nowosibirsk), wo die Österreicher in ein Lager außerhalb der Stadt eingewiesen wurden. Ende 1918 wurden sie vor der herannahenden Roten Armee von den Weißen weiter nach Osten verlegt und in ein primitives Lager bei Krasnojarsk gebracht, wo sie vom Roten Kreuz durch Elsa Brändström unterstützt wurden. Dennoch starben viele Gefangene in dieser Zeit am Fleckfieber. 1920 wurden die gefangenen Österreicher entlassen; Doderer kam am 14. August in Wien an.

### 1920 bis 1932: Jahre in Wien
Ende 1920 nahm Doderer sein durch den Krieg unterbrochenes Studium wieder auf, wechselte jedoch, da er dies für einen werdenden Schriftsteller für angeraten hielt, zu Geschichte und Psychologie. Unter seinen akademischen Lehrern sind die Historiker Oswald Redlich und Heinrich von Srbik sowie insbesondere die Psychologen Karl Bühler und Hermann Swoboda, ein Freund Otto Weiningers, hervorzuheben. Swobodas Lehre der „Perioden des menschlichen Organismus“, eine Biorhythmus-Lehre im Geiste von Wilhelm Fließ, beeinflusste Doderer persönlich wie auch in seiner Romantheorie stark. Swoboda ging von natürlichen, zyklischen Vorgängen aus, die in bei Männern und Frauen unterschiedlichen Zeitabständen psychische Phänomene wie zum Beispiel „freisteigende Erinnerungen“ (das heißt das Wiedererscheinen vergessener Erlebnisse) bewirken. Solche Zyklen sollten in Doderers späteren Romanen zu einem wichtigen Strukturelement werden. Als weitere prägende geistige Einflüsse des jungen Doderer sind Geschlecht und Charakter von Otto Weininger und Der Untergang des Abendlandes von Oswald Spengler zu nennen.
Im Sommer 1921 stellte Doderers Kriegskamerad und Freund Ernst Pentlarz ihm seine Geliebte, Auguste Leopoldine Hasterlik, genannt Gusti, vor. Zwischen Doderer und der gleichaltrigen Hasterlik entspann sich schnell eine Liebesbeziehung, für die diese ihr Verhältnis zu Pentlarz beendete. Hasterlik, katholisch getauft, entstammte einer hochgebildeten, ursprünglich jüdischen Arztfamilie und war am Konservatorium als Pianistin ausgebildet worden.
Bei seinen historischen Studien beschäftigte Doderer sich intensiv mit der Geschichte des Mittelalters sowie mit Wiener Stadtgeschichte. Während seines Studiums veröffentlichte er erste Artikel in Zeitungen – zumeist Feuilletons über historische Themen –, arbeitete an Gedichten und seinem ersten Roman. 1923 begann er (gemeinsam mit Alfons Lhotsky und Rudolf Pühringer) den 34. Kurs des Instituts für Österreichische Geschichtsforschung, brach diesen jedoch nach vier Monaten wieder ab.
Im selben Jahr erschien als sein literarisches Debüt der Gedichtband Gassen und Landschaft in Rudolf Haybachs 1921 gegründetem Einmann-Verlag (Auflage: 600 Exemplare), in dem 1924 auch der Roman Die Bresche herauskam. Beide Bücher blieben ohne Erfolg. Mitte 1925 schloss Doderer sein Studium mit der Promotion ab; seine umfangreiche Dissertation trägt den Titel Zur bürgerlichen Geschichtsschreibung in Wien während des 15. Jahrhunderts.
Danach schrieb er verstärkt Feuilletons für Tageszeitungen und Magazine. Da es ihm nicht gelang, hinreichendes materielles Auskommen damit zu finden, blieb er auf die finanzielle Unterstützung seiner Eltern angewiesen und wohnte auch weiterhin im Elternhaus; erst 1928 konnte er ein eigenes (Untermiet-)Zimmer im 19. Wiener Gemeindebezirk Döbling beziehen, blieb aber weiterhin finanziell von den Eltern abhängig.
1927 starb Doderers Schwester Helga von eigener Hand (später als Selbstmord der Romanfigur Etelka in der Strudlhofstiege verarbeitet). 1930 erschien der Roman Das Geheimnis des Reichs, in dem Doderer vor dem Hintergrund der Geschehnisse aus dem Russischen Bürgerkrieg eigene Erlebnisse in der sibirischen Kriegsgefangenschaft verarbeitet. Im selben Jahr heiratete Doderer – nach zahlreichen Trennungen und Versöhnungen – Gusti Hasterlik und trat in diesem Zusammenhang aus der Kirche aus. Die Ehe wurde nur pro forma geführt, eine gemeinsame Wohnung weder gesucht noch bezogen. Gemäß einer Briefe und Notizen Doderers auswertenden Dissertation von Alexandra Kleinlercher traktierte Doderer seine Frau regelmäßig „mit obsessiv vorgetragenen antisemitischen Stereotypen“.
1932 trennte sich das Paar endgültig. Die Scheidung von der „rassisch gefährdeten“ Gusti wurde von Doderer erst nach dem „Anschluss“ 1938 energisch betrieben. Sie erfolgte am 25. November 1938 (rechtskräftig am 2. Februar 1939), nachdem Doderer durchgesetzt hatte, dass die Klärung der Schuldfrage zurückgestellt wurde. Anschließend konnte Gusti nach Amerika emigrieren. Nach der Darstellung Wolfgang Fleischers nutzte Doderer ihre Notlage als Druckmittel zu einem ihm genehmen Urteilsspruch.

### Zeit des Nationalsozialismus
Zum 1. April 1933 trat Doderer in die österreichische NSDAP ein (Mitgliedsnummer 1.526.987). Diese Entscheidung dürfte von seiner Schwester Astri und einigen Freunden, die ebenfalls Parteimitglieder waren, mitbeeinflusst worden sein. Zum selben Datum wie Doderer trat sein Verleger Rudolf Haybach in die NSDAP ein. Eine Rolle spielte dabei auch Gerhard Aichinger, zeitweiliger Hauptschriftleiter des österreichischen NS-Parteiblattes Deutschösterreichische Tages-Zeitung. Ab April 1933 und bis zum Verbot der DÖTZ am 22. Juli 1933 konnte Doderer auf der Literaturseite des Blattes insgesamt vier Kurzgeschichten veröffentlichen. Ab 19. Juni 1933 bis zum Anschluss war er illegaler Nationalsozialist.
Insbesondere sein im Laufe der 1920er Jahre schleichend wachsender Antisemitismus dürfte die Hinwendung zum Nationalsozialismus stark begünstigt haben. Ende des Jahres 1929 hatte Doderer mit einem Romanprojekt unter dem Arbeitstitel Dicke Damen begonnen, das er nach einigen Jahren in Die Dämonen der Ostmark umbenannte und einer entsprechenden weltanschaulichen Programmatik unterwarf. Bei Beginn der Romanniederschrift habe er erkannt, so formuliert Doderer in einem Brief an Aichinger vom 21. Juli 1936, „dass dem Judentume in Österreich und besonders in Wien bei Entscheidungen, deren Heran-Nahen man damals schon fühlte, eine geradezu überwältigende Bedeutung werde zukommen müssen. Alle gesellschaftliche Communication war und ist bei uns vom jüdischen Elemente durchwachsen, und diese Gesellschaft – im Liberalismus der 80-er Jahre aus den verschiedensten Stoffen wahllos und oberflächlich im raschen Wirtschaftsleben zusammengenäht – […] musste ganz ausserordentlichen Zerreissungen entgegen gehen, wenn solche Spannungen und Gegensätze, wie ich etwa sie damals schon infolge der Reinheit meines Blutes allüberall spürte, um sich greifen und allgemein auftreten würden.“
Vom Juni 1936 datiert ein Manuskript mit dem Titel „Rede über die Juden“, in dem Doderer ein positives Fazit der nationalsozialistischen Machtergreifung zieht, euphorisch die Nürnberger Rassengesetze begrüßt und, laut Stefan Winterstein, der die Rede als „Hetzrede“ beschreibt, Adolf Hitler indirekt mit dem Messias gleichsetzt.
Im August 1936 zog Doderer, der seit dem Auszug aus dem Elternhaus in wechselnden Wohnateliers, vorwiegend in Döbling, gelebt hatte, nach Deutschland, wo er sich in Dachau niederließ (zum dortigen Konzentrationslager finden sich keine Bemerkungen in Tagebuch oder Briefen). Da die österreichische NSDAP am 19. Juni 1933 verboten worden war, erneuerte Doderer seine Parteimitgliedschaft in Dachau und stellte parallel dazu einen Antrag auf Aufnahme in die Reichsschrifttumskammer (Aufnahme am 23. Dezember 1936).
Was das weitere Verhältnis Doderers zum Nationalsozialismus betrifft, spricht Alexandra Kleinlercher von „progressive[r] Ernüchterung“: „1934 die erste Enttäuschung, vom ‚Dritten Reich‘ noch nicht als Schriftsteller entdeckt worden zu sein; 1936 erste Ansätze einer Distanzierung nach seinem Umzug nach Deutschland wegen persönlicher Enttäuschungen und seiner Ablehnung dessen, was er als sozialistisch am Nationalsozialismus empfand; 1939/1940 seine Konversion zum Katholizismus und 1940 seine Einberufung zur Wehrmacht.“ Aus der NSDAP ausgetreten ist Doderer, entgegen späteren Gerüchten, nie; er hütete sich im Gegenteil „sehr gründlich, äußerliche Zeichen zu setzen, die als Widerstand gedeutet hätten werden können.“ Sein Umgang mit der politischen Verstrickung aus der Retrospektive der Nachkriegszeit ist durch Klitterung, aber auch persönliche Reue gekennzeichnet, im Tagebuch etwa ist einmal vom „barbarische[n] Irrtum“ des Schreibers die Rede (Eintrag vom 5. Mai 1946). Problematische Stellen, die auf eine unvollständige Überwindung des früheren antisemitischen Weltbildes hinweisen, das der Autor glaubte hinter sich gelassen zu haben, finden sich punktuell auch in Texten der Nachkriegszeit.
In Bayern lernte Doderer 1937 seine spätere zweite Frau Emma Maria Thoma („Mienzi“, eine entfernte Verwandte von Ludwig Thoma) kennen. Im selben Jahr kam er in Kontakt mit dem Verlag C. H. Beck, bei dem 1938 sein erster großer Roman Ein Mord, den jeder begeht erschien. Ende August des Jahres kehrte er nach Wien zurück, wo er – zusammen mit Albert Paris Gütersloh – ab September eine Atelierwohnung in der Buchfeldgasse 6 im 8. Wiener Gemeindebezirk Josefstadt bezog. Die Hausmeisterin dieses Gebäudes, Poldi Engelbrecher, geb. Kresswaritzky, auch „Kress“ genannt, bekam für das Leben des Schriftstellers große Bedeutung, sie besorgte ihm viele Angelegenheiten des Alltags und trug damit auch zu den Beschreibungen des Hausmeisterlebens bei, die sich in mehreren Werken Doderers finden.
Er nahm ab 1939 Katechumenenunterricht beim Jesuitenpater Ludger Born, dem späteren Leiter der Erzbischöflichen Hilfsstelle für nichtarische Katholiken. Sein Übertritt zum Katholizismus führte zu einer intensiven Lektüre Thomas von Aquins, dessen Ideen in der Folge für sein Werk und vor allem seine Romantheorie prägend werden sollten.
Aus dem Jahr 1940 datiert das vorläufig letzte Kapitel des Dämonen-Projekts, dem sich eine Distanzierung vom ursprünglichen Thema ablesen lässt. Ende April des Jahres wurde Doderer zur Wehrmacht eingezogen. Als Reserveoffizier der Kavallerie ohne besondere Qualifikation wurde er zur Luftwaffe abkommandiert, wo er im Hinterland mit Verwaltungsarbeit und Bodentruppenkommandos betraut wurde. Dienstorte waren zunächst Breslau, dann verschiedene Standorte in Frankreich, wo er im Rahmen seines Tagebuchs mit Vorarbeiten zu seinem Roman Die Strudlhofstiege begann. 1942 wurde er in die Nähe von Kursk verlegt. Ab Ende 1942 litt er an schweren Trigeminusneuralgien und wurde deswegen, nach einem Lazarett-Aufenthalt, von Einsätzen an der Front befreit und fortan zumeist innerhalb des Landes eingesetzt. Ab Mai 1943 diente er in Wiener Neustadt und schließlich in Bad Vöslau. Nach mehreren weiteren Versetzungen wurde er im April 1945 nach Oslo abkommandiert, wo er das Kriegsende erlebte.

### Frühe Nachkriegsjahre

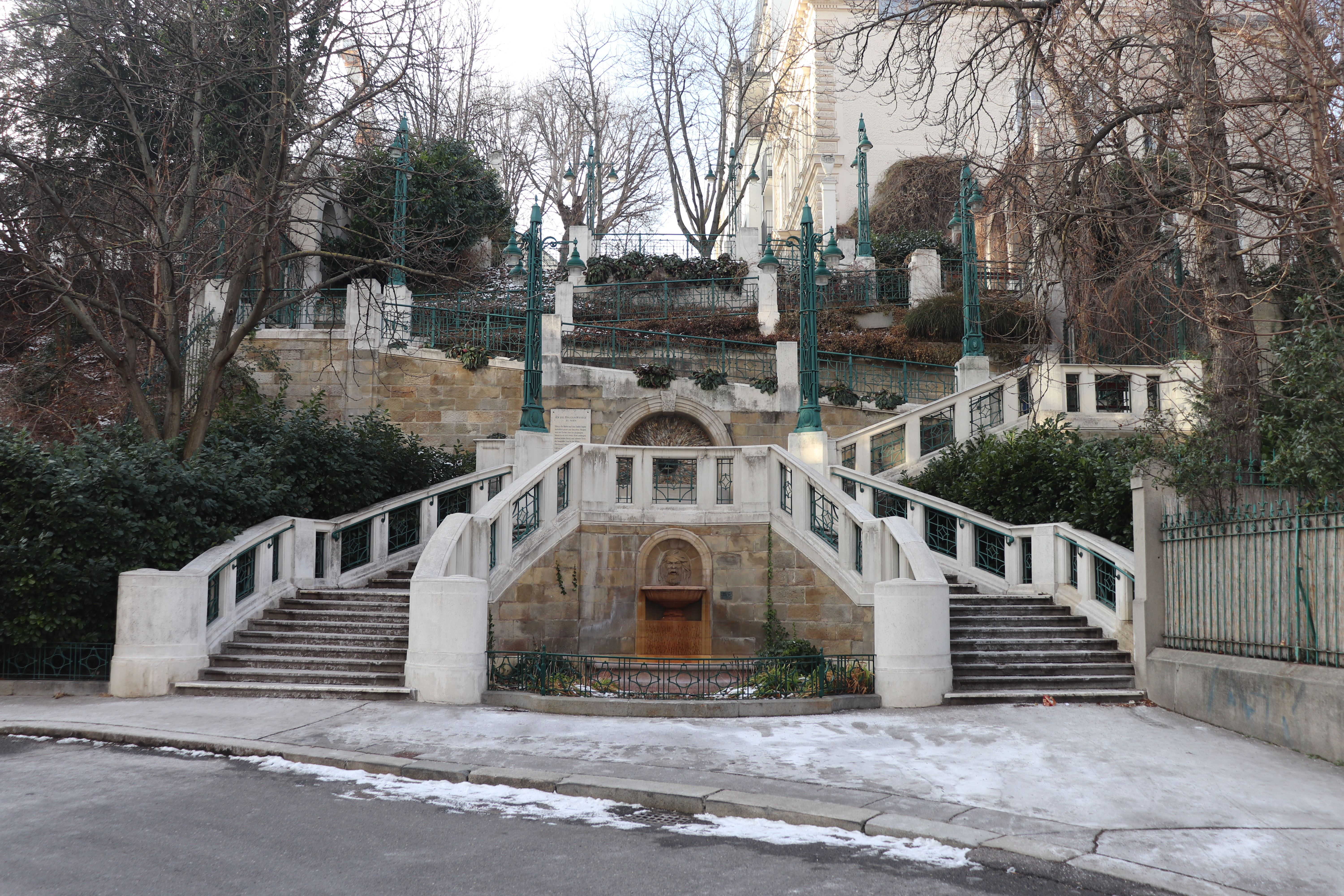
Die Strudlhofstiege in Wien

Ende 1945 wurde Doderer in Norwegen aus der Kriegsgefangenschaft entlassen, Ende Jänner 1946 konnte er nach Österreich zurück. Aus Angst vor Sanktionen wegen seiner Zugehörigkeit zur NSDAP wagte er zunächst keine Rückkehr ins teilweise sowjetisch besetzte Wien, sondern wohnte vom 1. Februar bis zum 19. Mai 1946 im Haus seines Onkels Richard Doderer in Weißenbach am Attersee (Oberösterreich), das zur amerikanischen Besatzungszone gehörte. In dieser Zeit verfasste er einen wesentlichen Teil seines umfangreichen Romans Die Strudlhofstiege.
Im Mai 1946 zog Doderer wieder nach Wien. Dort bemühte er sich mit Hilfe der Zeugnisse von Freunden, als „minderbelastet“ eingestuft zu werden, da er als frühes Parteimitglied von 1933 einer Verpflichtung zur Arbeitsdienstleistung nicht hätte entgehen können. Zudem galt es, eine Aufhebung des über ihn verhängten Publikationsverbots zu erwirken. 1946 schloss er einen Verlagsvertrag über die Veröffentlichung der Strudlhofstiege ab und arbeitete intensiv am Manuskript des Romans. Nach Zahlung einer „Sühneabgabe“ wurde er 1947 von der Liste der Belasteten gestrichen.
1948 war die Arbeit an der Strudlhofstiege abgeschlossen, die Veröffentlichung aber nicht abzusehen. Doderer, nun 52 Jahre alt und ein weitgehend erfolgloser und unbekannter Autor, schrieb sich im Oktober des Jahres erneut für den zweijährigen Kursus am Institut für Österreichische Geschichtsforschung ein, in der Hoffnung, mit dieser Qualifikation eine den Lebensunterhalt sichernde Stelle als wissenschaftlicher Archivar oder Bibliothekar zu erhalten. Im Rahmen der Ausbildung beschäftigte er sich intensiv mit Urkunden aus der Zeit der Karolinger und der Merowinger – was sich später in dem Roman Die Merowinger niederschlagen sollte.

### Ab 1951: Internationale Bekanntheit

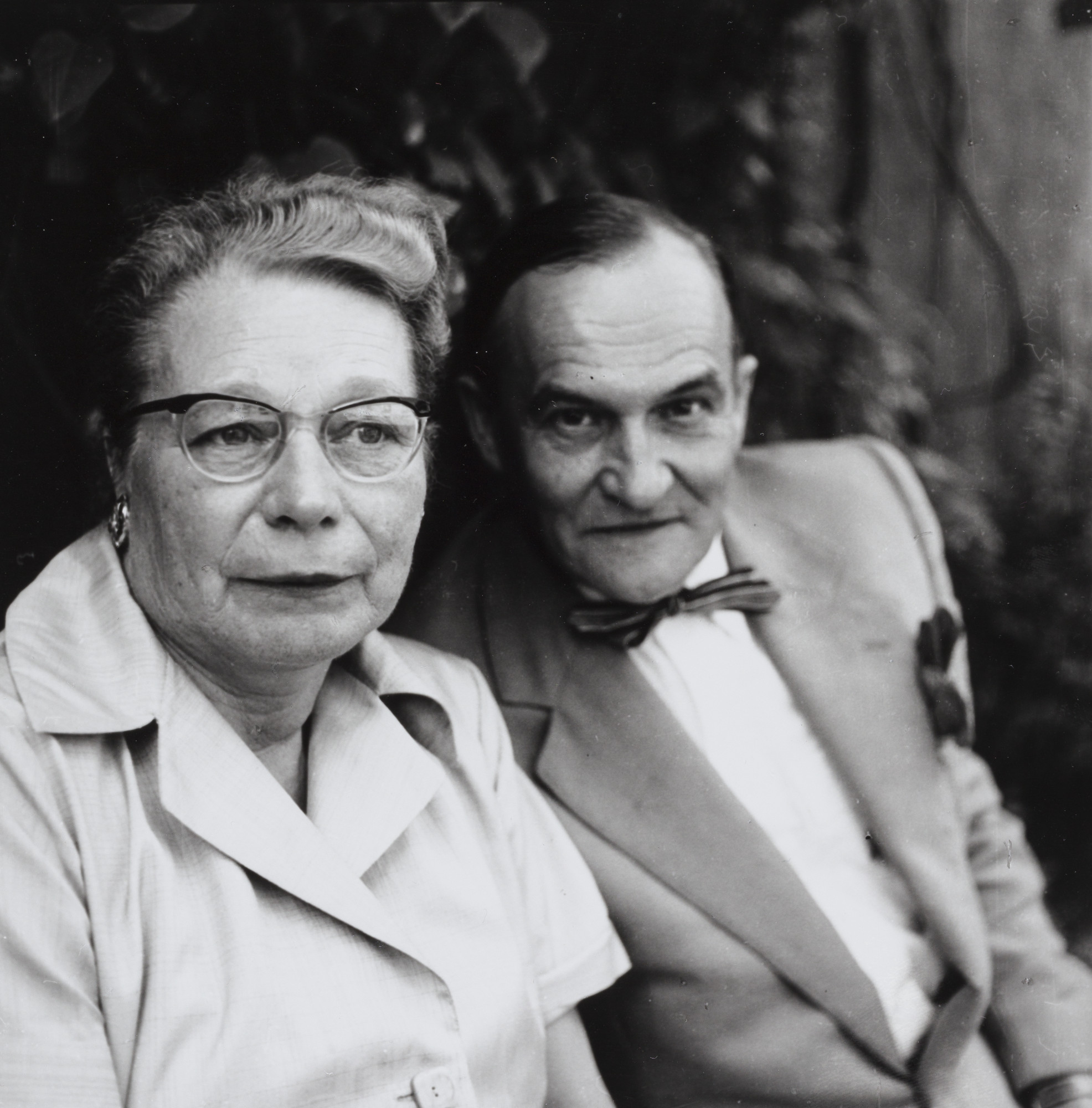
Doderer mit Ehefrau Maria Emma Thoma („Mienzi“), 1959

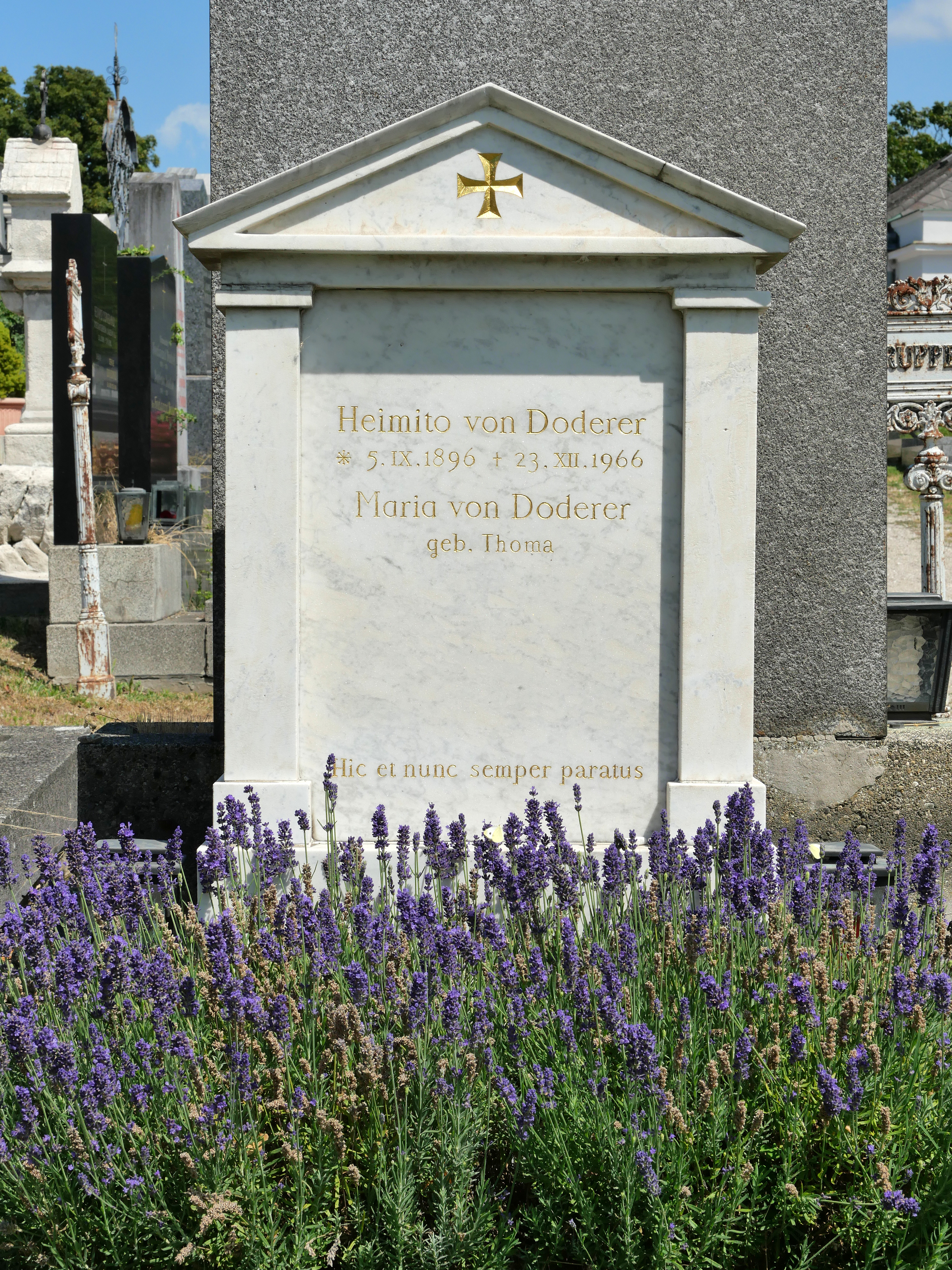
Grabmal von Heimito von Doderer auf dem Grinzinger Friedhof

1951 erschienen kurz nacheinander Die erleuchteten Fenster und Die Strudlhofstiege oder Melzer und die Tiefe der Jahre. Besonders die umfangreiche Strudlhofstiege brachte Doderer zahlreiches literaturkritisches Lob ein und verschaffte ihm viel öffentliche Aufmerksamkeit – und einen späten künstlerischen Durchbruch. Zu seinen namhaftesten Fürsprechern aus der Kritikerzunft gehörten, auch in späteren Jahren, Hans Weigel und Hilde Spiel, mit Hans Flesch-Brunningen war von Doderer befreundet.
Die Fürsprache von Hilde Spiel für Doderer gründete sich zunächst vor allem auf Doderers Strudlhofstiege (später auf der Anerkennung seines gesamten Schaffens) und begann aufgrund der Fürsprache von Fritz Feldner bei Hilde Spiel für seinen Freund. So schrieb Fritz Feldner am 2. Juni 1951 einen ausführlichen Brief an Hilde Spiel in London, in dem er das Verhältnis von Doderer zum „Nazismus“ als dessen selbst korrigierte Verirrung mit einer dann klaren Haltung gegen den Nationalsozialismus und insbesondere auch gegen Adolf Hitler schilderte sowie dessen Verhalten beschrieb. Doderer habe sich mehr als ein Jahr in Dachau selbst ein Bild machen wollen und gemacht (was umstritten ist), seitdem vor dem Nationalsozialismus gewarnt und sich insbesondere gegen den Anschluss Österreichs ausgesprochen (was aus mehreren Gründen plausibel ist). Als der Anschluss realisiert war, habe sich Doderer in zit. „freiwillige Klausur“ begeben und sei selbst von seinem engsten Freundeskreis nur zit. „schwer zum Öffnen seiner Wohnungstüre zu bewegen“ gewesen. Doderer habe sich zit. „von allem abgekapselt, was nur nach Schrifttumkammer roch“. Er habe zit. „abgelehnt zu schreiben, wie man es gerne gelesen hätte“ und, so die Aussage Feldners, damit riskiert, nochmals mit Dachau Bekanntschaft zu machen – innerhalb des Drahtzauns. Um seine Haltung nach außen zu verdeutlichen, sei von Doderer konvertiert. Fritz Feldner berief sich für seine Schilderung auch auf Albert Paris von Gütersloh als damaligen Wohngefährten (und wohl auch langjährigen) Freund Doderers. Auf diesen Brief antwortete Hilde Spiel am 13. Juni 1951 in London und erklärte, sie zit. „glaube, die Lektüre von Mein Kampf hätte genügen müssen, einem die ganze Hohlheit, Verderblichkeit und Unmenschlichkeit des Nazismus zu enthüllen“. Dieses Buch müsse Doderer doch damals vor 33 gelesen haben.
Dass Hilde Spiel Doderer die (innere) Umkehr einerseits zugestand, andererseits als aufrichtig anerkannte, könnte maßgebend auf seinem Roman Die Strudlhofstiege gründen. Denn Hilde Spiel antwortete in ihrem Brief vom 13. Juni 1951 auch: „Mich hat dieses Buch so erschüttert, so in allen Fasern ergriffen, so aufgerührt in meiner grenzenlosen, unermeßlichen Liebe zu Wien, die mit den Jahren und mit der Entfernung immer – ich möchte fast sagen – ärger wird, wie eine Krankheit, daß ich ihm wehrlos gegenüberstehe.“
Hilde Spiel beschrieb Doderer in ihrem Essay mit seinen Werken wie folgt: „Ist Die Strudlhofstiege ein geschlossenes Buch über ein komplexes Thema – nämlich die verschiedenen Abwandlungen einer Daseinsform –, so sind Die Dämonen umgekehrt ein komplexes Buch über ein scharf abgegrenztes Thema, nämlich den Niedergang einer Gesellschaft in den Tiefen des totalen Staats. (…) Wäre die Niederschrift dieses Buches nicht in den Zwanziger Jahren begonnen worden, so hätte sich wohl ein späteres und signifikantes Datum für das Ende der jungen Demokratie finden lassen. Immerhin sah Doderer in dem Brand des Wiener Justizpalastes, mit dem der eintägige Bürgerkrieg des 15. Juli zu Ende ging, ein Symbol des künftigen Weltbrandes. Darum ging es ihm also, und im weiten Bezug um jenes verhängnisvolle Absinken in die Illusion, um jenen billigen Handel mit der zweiten Wirklichkeit, die dem verblendeten oder lebensängstlichen Menschen die erste unmittelbar wahrnehmbare ersetzen soll. Bei dutzenden Figuren wandelt Doderer diese Flucht in die Hybris ab, und nur ein einzig Reiner findet sich unter ihnen, Kakabsa, der Fabrikarbeiter, dessen Weg aus der Masse hinaus in die Erhöhung und edle Unabhängigkeit des Individuums zielt. Auch mit den eigenen Fehlgriffen geht der Autor unbarmherzig ins Gericht. In dreierlei Gestalt tritt er vor uns hin, als Chronist Geyrenhoff, als Gewaltmensch Schlaggenberg und als Träumer René Stangeler, und was immer in seiner drei- und wohl noch mehrfach gespaltenen Seele an Kinderängsten, Phobien und mythischen Zwangsvorstellungen zu finden ist, wird hier in dichterischer Vermummung vorgeführt. (…) Mit diesem Buch (Die Dämonen), das trotz seiner Länge und überaus anspruchsvollen Prosa vielfach übersetzt und vor allem in Frankreich und den Vereinigten Staaten nach seinem Verdienst gewürdigt wurde, schrieb Heimito von Doderer seinen Namen in die Annalen der Weltliteratur. Blieb ihm auch, wie so vielen unserer großen Geister, der eben darum längst fragwürdig erkannte Nobelpreis versagt, so hätte ihn doch unter den österreichischen Romanciers der Gegenwart kaum einer vor ihm erhalten können.“
Von anderen Kritikern wurde Doderer hingegen zugeschrieben, die Wiederaufnahme seiner Arbeit Die Dämonen wäre zwar ein Kunststück, jedoch ein „Kunststück der ‚Umpolung‘“ von einem faschistisch determinierten zu einem antiideologischen bzw. antifaschistisch deutbaren Roman.
Am 25. September 1952 heirateten Doderer und Maria Emma Thoma. Maria Doderer blieb in Landshut. Der Schriftsteller lebte weiterhin in Wien und besuchte, insbesondere im Hochsommer und über den Jahreswechsel, seine Frau in Bayern. Im Juni 1955 lernte er bei einer Lesung von Robert Neumann die dreizehn Jahre jüngere Autorin Dorothea Zeemann kennen, die kurze Zeit später seine Geliebte wurde. Zeemann reflektierte das Liebesverhältnis später in ihrem Buch Jungfrau und Reptil (1982).
Am 1. Mai 1956 übersiedelte Doderer in eine Wohnung im 9. Wiener Gemeindebezirk Alsergrund, Währinger Straße 50, unweit der Strudlhofstiege. Im selben Jahr erschien sein Opus magnum Die Dämonen. Nach der Chronik des Sektionsrates Geyrenhoff, das er mehr als ein Vierteljahrhundert zuvor begonnen hatte, und beschied ihm einen weiteren großen Erfolg bei Publikum und Kritik.
1958 begann Doderer, der nun am Höhepunkt seines Ruhms stand, mit der Arbeit an seinem Roman No. 7, einem analog zur von ihm bewunderten 7. Sinfonie Ludwig van Beethovens auf vier Teile angelegten Werk.
1962 erschien der groteske Roman Die Merowinger oder Die totale Familie, ein innerhalb von Doderers Gesamtwerk eher abseitiger Text, der sich umso größerer Beliebtheit bei der literarischen Avantgarde erfreute, und 1963 Roman No. 7/I. Die Wasserfälle von Slunj. Der zweite, unvollendete Teil wurde von Dietrich Weber, dem ersten Germanisten, der über Doderer dissertiert hatte, ediert und erschien postum 1967 unter dem Titel Roman No. 7/II: Der Grenzwald.
Doderer starb am 23. Dezember 1966 an einem zu spät erkannten Darmkrebs. Er wurde am 2. Jänner 1967 auf dem Grinzinger Friedhof (Gruppe 10, Reihe 2, Nummer 1) in einem Ehrengrab beigesetzt.

## Werke

### „Ein Mord, den jeder begeht“
Hauptartikel: Ein Mord, den jeder begeht
Als Doderer 1937 beim Verlag C. H. Beck unter Vertrag genommen wurde, entschied man sich, als erstes Buch Ein Mord, den jeder begeht ins Programm zu nehmen. – eine Auftragsarbeit, wie der Lektor Horst Wiemer später kolportierte, während in Wahrheit rund ein Viertel des Textes zur Zeit der Vereinbarung bereits geschrieben war. Die Arbeiten am Roman reichen bis 1935 zurück. Ein Mord, den jeder begeht (1938 erschienen) erzählt die Lebensgeschichte des aus gutem Hause stammenden Conrad Castiletz, der offenbar in Wien aufwächst (der Name seiner Heimatstadt wird nie genannt), als junger Mann nach Deutschland geht und dort heiratet. Ihn befällt eine zunehmende Faszination für die verstorbene Schwester seiner Ehefrau, von der es heißt, sie sei ermordet worden. Er beschließt, den Mord an seiner Schwägerin aufzuklären, vertieft sich in die detektivische Arbeit – und muss am Ende erfahren, dass er selbst in seiner Jugend ihren Tod verursacht hat. Das als eine Variation des Ödipus-Stoffes beschreibbare Buch kann als Kriminalroman, aber auch als Entwicklungsroman verstanden werden. Es ist Doderers einziger Kriminalroman geblieben.

### „Die Tangenten“
Die Tangenten sind die ursprünglichen Tagebücher von Heimito von Doderer aus den Jahren 1940–1950, aus denen sowohl Die Strudlhofstiege als auch Die Dämonen entstanden. Hilde Spiel bezeichnet diese als „Grundgeflecht“ beider Romane. Möglicherweise vertraute Doderer die Kritik dieser, für Schriftsteller üblicherweise nicht zur Veröffentlichung gedachten inneren Auseinandersetzungen und Gedankenweiterentwicklungen Hilde Spiel an, um Deutungen und Schlussfolgerungen zumindest auch zu seinen Gunsten zu ermöglichen und sich das Recht, er selbst werden und sein zu dürfen, mithin die Deutung seiner Persönlichkeit in der Öffentlichkeit, sich nicht aus der Hand nehmen zu lassen. Da auch noch oftmals Schriftsteller mit ihren – selbst entwickelten – Protagonisten gleichgesetzt werden, Doderers internationale literarische Anerkennung zwar ein konkreter Gegenbeweis ist, wird Doderer sein herausragendes schriftstellerisches Schaffen bis heute wegen seiner temporären nationalistischen Überzeugung nicht nur abgesprochen, sondern diese als nie geändert unterstellt. Der Grad der Anerkennung literarischer Werke dürfte jedoch entscheidend damit zusammenhängen, ob die dunklen Protagonisten oberflächlich externalisierend gezeichnet oder durchdrungen wurden, sich dieses dunkle Bewusstsein selbst zumgemutet und auf diese Weise literarisch entwickelt wird, die Protagonisten so zum Leben werweckt werden. Diese Zumutungsfähigkeit, mit denen Doderer seine Protagonisten entwickeln konnte, spricht für ihn. Deshalb ist die Berücksichtigung der Tatsachen, dass Doderer entschieden Schriftsteller, kein Politiker, war und ab wann er mit seinen Werken international gelesen und damit anerkannt wurde, elementar.
Interpretiert wurden die Tangenten von Hilde Spiel, die Heimito von Doderer kannte und mit ihm auch ab 1952 einen Briefwechsel führte. Zu Doderers Tangenten schrieb sie: „Eingedenk seiner im Tagebuch skizzierten Postulate betrieb der Romanautor ständig eine Selbstanalyse und Seelenkur, freilich nicht durch Bewußtmachung, sondern durch Sublimation, also in besagtem Gegensatz zu Freud, dafür auf schöpferisch um so ergiebigere Weise. Irrungen und Wirrungen seiner Vergangenheit werden einerseits auf sprachliche Abrutsche zurückgeführt, andererseits im Zuge der Gestaltung von Figuren von Renè Stangeler in der Strudlhofstiege und dem Doctor Döblinger späterer Werke untersucht und - sie dadurch überwindend - festgebannt. Jene „Geisteskrankheit“, wie Doderer selbst es nennt, die ihn während einer kurzen Lebensspanne in die ideologischen Fänge des totalitären Staates geraten ließ, wird hier ebenfalls enthüllend geschildert. Sie lässt sich aus der Ehetragödie Stangelers entwickeln und an den traumatischen Ereignissen ablesen, die in den Merowingern und noch mehr in dem Divertimento Die Posaunen von Jericho dargestellt sind. (…)“

### „Die Strudlhofstiege“

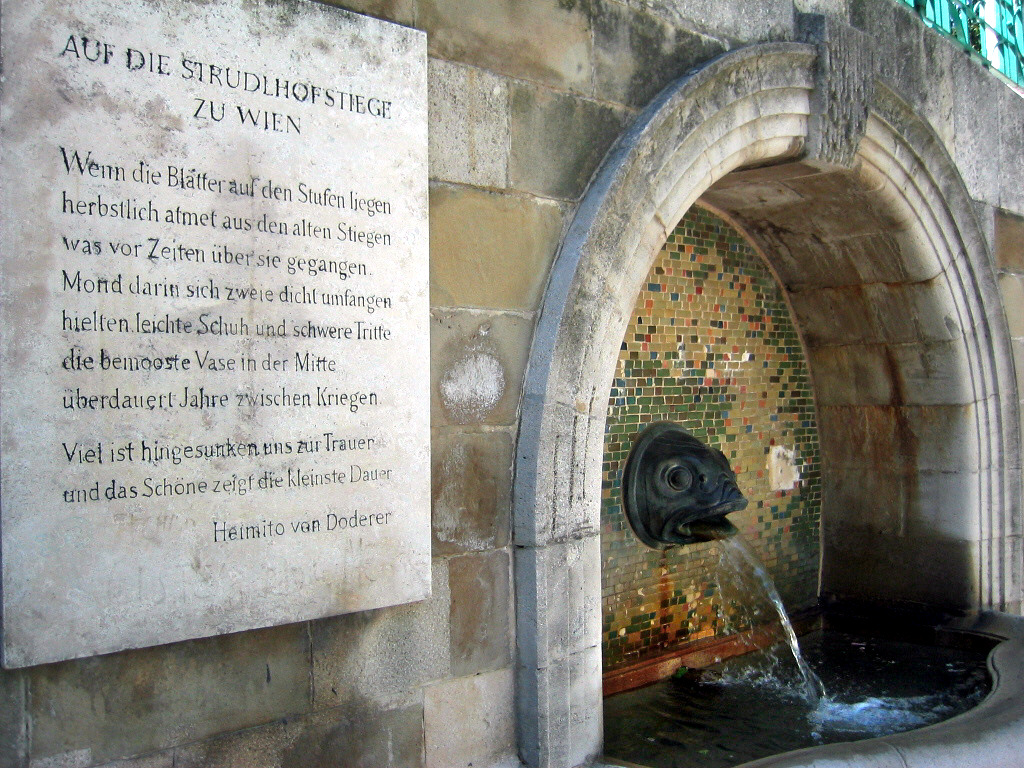
Das dem Roman vorangestellte Gedicht auf einer Tafel am unteren Plateau der Strudlhofstiege in Wien

Hauptartikel: Die Strudlhofstiege oder Melzer und die Tiefe der Jahre
Die Strudlhofstiege (1951 erschienen) beschreibt ohne eigentliche Haupthandlung Begegnungen und Gespräche zwischen den handelnden Personen innerhalb einer Zeitspanne von etwa 15 Jahren. Geographische Schnittstelle der Handlungsstränge ist die Wiener Strudlhofstiege.
Der Roman wurde zu einem großen Erfolg bei Kritik und Publikum und brachte Doderer den Durchbruch als Autor. Zum Erfolg des Romans beim Publikum dürfte – außer der zweifellos großen künstlerischen Qualität des Werks – auch beigetragen haben, dass der Roman mit seiner Materialfülle und seiner sprachlichen Üppigkeit in starkem Gegensatz zur Kahlschlagliteratur der Nachkriegszeit stand.

### „Die Dämonen“
Hauptartikel: Die Dämonen. Nach der Chronik des Sektionsrates Geyrenhoff
Seit Ende des Jahres 1929 hatte Doderer an einem Romanprojekt mit dem Arbeitstitel Dicke Damen gearbeitet, das nach einigen Jahren in Die Dämonen der Ostmark umbenannt wurde (vergleiche: Ostmark). Der erste Teil des Romans lag 1936 abgeschlossen vor, weitere Bände, in denen unter anderem das Ideal einer gesellschaftlichen Apartheid von Juden und Ariern in Österreich modellhaft dargestellt hätte werden sollen, wurden konzipiert, aber nicht ausgeführt und im Zuge einer ersten Revision des Textes 1939/1940 verworfen.
Der Roman (1956 erschienen) ist mit 1345 Seiten noch länger als die Strudlhofstiege und steht mit diesem Werk vielfach in Beziehung, nicht zuletzt in Übereinstimmungen des Personals (etwa der Figur der Mary K.). Er spielt in Wien zwischen 1925 und 1927 und gipfelt im Wiener Justizpalastbrand 1927.
Der Roman ist in vielen Figuren biographisch geprägt, wobei Doderer selbst mit dem jungen Historiker René Stangeler und dem Schriftsteller Kajetan von Schlaggenberg gleich in zwei Alter-Ego-Figurationen deutlich zu erkennen ist. Der Roman enthält auch eine längere Episode, die einen klaren Bezug zu den sadomasochistischen Neigungen Doderers aufweist.
Die Dämonen sind Gegenstand einer kontroversen Debatte um Antisemitismus in Doderers Werk, die Ende 2011 um eine umfangreiche Dissertationsschrift von Alexandra Kleinlercher bereichert wurde. In ihrer Studie, so Friederike Reents in ihrer F.A.Z.-Buchbesprechung, zeige Kleinlercher „historisch und philologisch korrekt, welche antisemitischen und nationalsozialistischen Ideen in das Werk des Autors eingegangen sind und welche heiklen Passagen Doderer im Nachhinein getilgt hat.“

### „Die Merowinger oder Die totale Familie“
1962 erschien der groteske Roman Die Merowinger oder Die totale Familie, der mit seinen skurrilen Figuren und seinen Gewaltdarstellungen zwar die Kritiker vor Probleme stellte – so gar nicht schien das Buch zu Doderers anderen Werken zu passen –, sich aber sehr gut verkaufte. Doderer, der während seiner Zeit am Institut für Österreichische Geschichtsforschung im Fachbereich spätmittelalterliche Quellenkunde eine Arbeit zum Thema Die Abtwahlformel in den Herrscherurkunden bis zum 10. Jahrhundert verfasst hatte, ging bei diesem Roman seiner Vorliebe für die Historie nach.
Darin versucht der kleingewachsene, zu explosiven Wutausbrüchen neigende, jedoch mit einer „das gewöhnliche Maß weit übersteigenden Manneskraft“ gerüstete Freiherr Childerich III. von Bartenbruch dank ausgeklügelter Heiratspolitik sein eigener Vater, Großvater, Schwiegervater und Schwiegersohn zu werden. Der Romanheld trägt den gleichen Namen wie der letzte Merowinger-König und erduldet auch annähernd dessen Schicksal, indem er von seinem Majordomus, dem Grafen Pippin von Landes-Landen, entmachtet wird. In einem zweiten Handlungsstrang beschreibt Doderer das Umfeld des Psychiaters Professor Horn, der die Wutausbrüche seiner Patienten, unter ihnen Childerich III., durch ein aberwitziges Ritual („Application von Paukenschlögeln“) therapiert.

### Erscheinungsdaten
Einzelausgaben zu Lebzeiten
- 1923: Gassen und Landschaft. Verlag Rudolf Haybach, Wien, ISBN 978-3-8260-2921-9.
- 1924: Die Bresche. Verlag Rudolf Haybach, Wien.
- 1930: Das Geheimnis des Reichs. Saturn Verlag, Wien.
- 1930: Der Fall Gütersloh. Verlag Rudolf Haybach, Wien.
- 1938: Ein Mord, den jeder begeht. Verlag C. H. Beck, München, ISBN 978-3-423-10083-0.
- 1940: Ein Umweg. Verlag C. H. Beck, München, ISBN 978-3-423-11638-1.
- 1951: Die erleuchteten Fenster oder Die Menschwerdung des Amtsrates Julius Zihal. Biederstein Verlag, München, ISBN 978-3-406-79549-7.
- 1951: Die Strudlhofstiege oder Melzer und die Tiefe der Jahre. Biederstein Verlag, München, ISBN 978-3-423-01254-6.
- 1953: Das letzte Abenteuer. Reclam-Verlag, Stuttgart, ISBN 978-3-406-64488-7.
- 1956: Die Dämonen. Nach der Chronik des Sektionsrates Geyrenhoff. Biederstein Verlag, München, ISBN 978-3-406-75751-8.
- 1957: Ein Weg im Dunklen. Biederstein Verlag, München.
- 1958: Die Posaunen von Jericho. Verlag der Arche, Zürich, ISBN 978-3-406-74958-2.
- 1959: Grundlagen und Funktion des Romans. Verlag Glock und Lutz, Nürnberg.
- 1959: Die Peinigung der Lederbeutelchen. Biederstein Verlag, München, ISBN 978-3-423-10287-2.
- 1962: Die Merowinger oder Die totale Familie. Biederstein Verlag, München, ISBN 978-3-406-69962-7.
- 1963: Roman No. 7/I. Die Wasserfälle von Slunj. Biederstein Verlag, München, ISBN 978-3-406-39897-1.
- 1964: Tangenten. Tagebuch eines Schriftstellers 1940–1950. Biederstein Verlag, München, ISBN 978-3-406-39494-2.
- 1966: Unter schwarzen Sternen. Biederstein Verlag, München, ISBN 978-3-423-00889-1.
- 1966: Meine neunzehn Lebensläufe und neun andere Geschichten. Biederstein Verlag, München.

Aus dem Nachlass
- 1967: Roman No. 7/II. Der Grenzwald. Biederstein Verlag, München, ISBN 978-3-406-39893-3.
- 1968: Frühe Prosa. Die Bresche – Jutta Bamberger – Das Geheimnis des Reichs. Biederstein Verlag, München, ISBN 978-3-423-12212-2.
- 1969: Repertorium. Biederstein Verlag, München, ISBN 978-3-406-39258-0.
- 1970: Die Wiederkehr der Drachen. Biederstein Verlag, München, ISBN 978-3-406-40408-5.
- 1972: Die Erzählungen. Biederstein Verlag, München, ISBN 978-3-406-39898-8.
- 1976: Commentarii 1951 bis 1956. Tagebücher aus dem Nachlaß. Biederstein Verlag, München, ISBN 978-3-7642-0158-6.
- 1986: Commentarii 1957 bis 1966. Tagebücher aus dem Nachlaß. Biederstein Verlag, München, ISBN 978-3-7642-0164-7.
- 1986: Heimito von Doderer / Albert Paris Gütersloh: Briefwechsel 1928–1962. Biederstein Verlag, München, ISBN 978-3-7642-0175-3.
- 1991: Die sibirische Klarheit. Biederstein Verlag, München, ISBN 978-3-7642-0201-9.
- 1996: Gedanken über eine zu schreibende Geschichte der Stadt Wien. Edition Graphischer Zirkel, Wien.
- 1996: Tagebücher 1920–1939 (zwei Bände). Verlag C. H. Beck, München.
- 1996: Von Figur zu Figur. Briefe an Ivar Ivask über Literatur und Kritik. Verlag C. H. Beck, München, ISBN 978-3-406-40157-2.
- 2006: Studien und Extremas. Aus den Skizzenbüchern der Jahre 1923–1939. In: Sinn und Form. Band 58, 2006, Heft 6.
- 2007: Chronique Scandaleuse oder René und die dicken Damen. In: Krachkultur. 11/2007.
- 2009: Seraphica – Montefal. Verlag C. H. Beck, München, ISBN 978-3-406-58466-4.

## Verfilmungen
- 1979: Ein Mord, den jeder begeht – Regie: Claus Peter Witt
- 1981: Die totale Familie – Regie: Ernst Schmidt jr.
- 1986: Das Diarium des Dr. Döblinger (4 Erzählungen) – Regie: Michael Schottenberg
- 1987: Melzer oder Die Tiefe der Jahre (Fernsehfilm, zwei Teile) – Regie: Georg Madeja
- 2002: Die Wasserfälle von Slunj – Regie: Peter Patzak

## Auszeichnungen
- 1954: Ehrengabe vom Kulturkreis der Deutschen Wirtschaft im BDI e. V.[35]
- 1957: Großer Österreichischer Staatspreis für Literatur
- 1961: Literaturpreis der Stadt Wien
- 1966: Wilhelm-Raabe-Preis
- 1966: Ehrenring der Stadt Wien

## Benennungen
Nach Doderer wurden einige Straßen und sonstige Objekte benannt.
- 1969: Heimito-von-Doderer-Hof (Eigentumswohnhausanlage), Wien-Penzing
- 1970: Doderergasse, Wien-Floridsdorf
- 1972: Von-Doderer-Straße, Landshut
- 1974: Heimito-von-Doderer-Straße, St. Pölten-Viehofen
- 1981: Doderergasse, Klagenfurt am Wörthersee
- 1982: Heimito-von-Doderer-Park, Eichgraben

Eine von der Stadt Wien beauftragte Straßennamen-Historikerkommission hat die Doderergasse in Wien-Floridsdorf, angesichts von Doderers NSDAP-Mitgliedschaft und seines Antrags auf Aufnahme in die Reichsschrifttumskammer, 2013 unter die „Fälle mit demokratiepolitisch relevanten biographischen Lücken“ eingeordnet. Die Gasse diente Nadja Bucher als literarischer Schauplatz und Namensgeberin ihres 2020 erschienenen Romans „Die Doderer-Gasse oder Heimitos Menschwerdung“, in welchem Doderer Mitte der 1970er Jahre eine Reinkarnation als kleines Mädchen im Floridsdorfer Stadterweiterungsgebiet erlebt.